# Кларнет
Кларне́т (итал. clarinetto, уменьш. форма от clarino > лат. clarus — светлый, ясный) — деревянный духовой музыкальный инструмент с одинарной тростью. Первый двухклапанный кларнет сконструирован на основе шалюмо нюрнбергским мастером И.К. Деннером около 1700-го года.
Используется в различных музыкальных коллективах и жанрах — в оперном и симфоническом оркестре, в академической и эстрадной музыке, в духовом оркестре смешанного типа (медные + деревянные духовые), в джазе и народной музыке (кавказская, балканская и ближневосточная музыка, еврейский клезмер, латиноамериканская музыка).
По сравнению с другими духовыми инструментами кларнет и инструменты его семейства при передувании производят только нечётные гармоники натурального звукоряда — 1 (основной тон), 3, 5, 7…. Например, при первом передувании происходит скачок сразу на третью гармонику, звучащую выше основного тона на дуодециму (октава + квинта), а не на вторую гармонику октаву. Также кларнет отличается широким динамическим диапазоном — способностью звучать от нежнейшего пианиссимо до фортиссимо.
Звучание кларнета в нижнем регистре «шалюмо» густое и мрачное, несколько угрюмое (в нотации: ми малой октавы — ми первой). В среднем регистре «кларино» (фа первой октавы — до третьей) сначала несколько тусклое и бесцветное (фа — си-бемоль первой), затем яркое и светлое, блестящее (си первой — до третьей). В высоком регистре «альтиссимо» очень яркое, острое и пронзительное (до — соль третьей), в высшем альтиссимо очень резкое, крикливое и несколько сдавленное (выше соль третьей октавы).
В зависимости от системы клапанов существуют кларнеты немецкой системы Г. Бермана и французской системы Т. Бёма. Последние получили наибольшее распространение, как имеющие различные преимущества перед немецкими кларнетами.
Кроме основного Большого кларнета в строе B (си-бемоль) в музыкальной практике также используется Большой кларнет in A (ля), Сопранино-кларнет in As (ля-бемоль), Малый кларнет in Es (ми-бемоль), Альт-кларнет in Es, Бас-кларнет in B и Контрабас-кларнет in B.

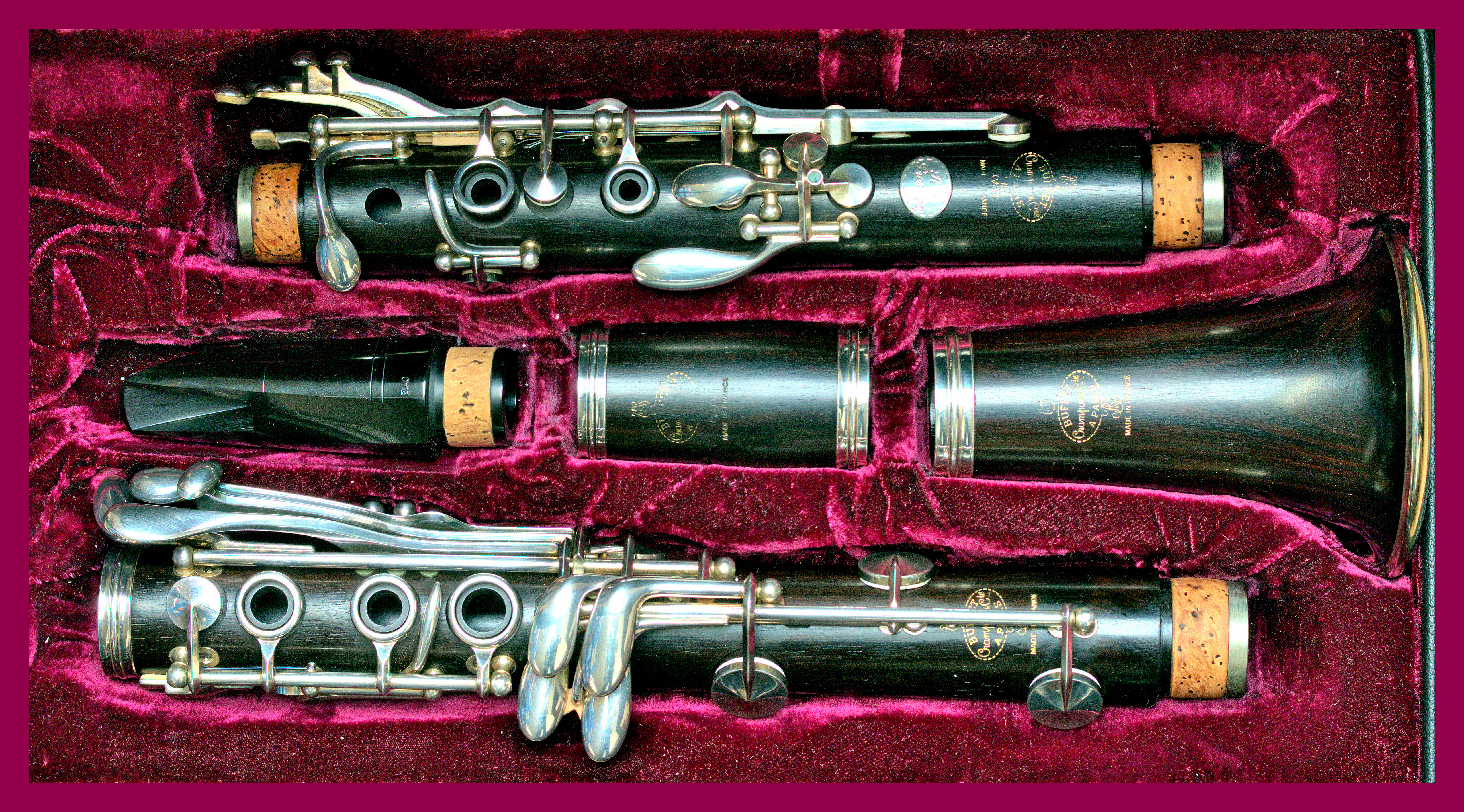
Части кларнета в футляре — верхнее колено, мундштук, бочонок, раструб, нижнее колено

## Конструкция
Кларнет состоит из пяти частей:

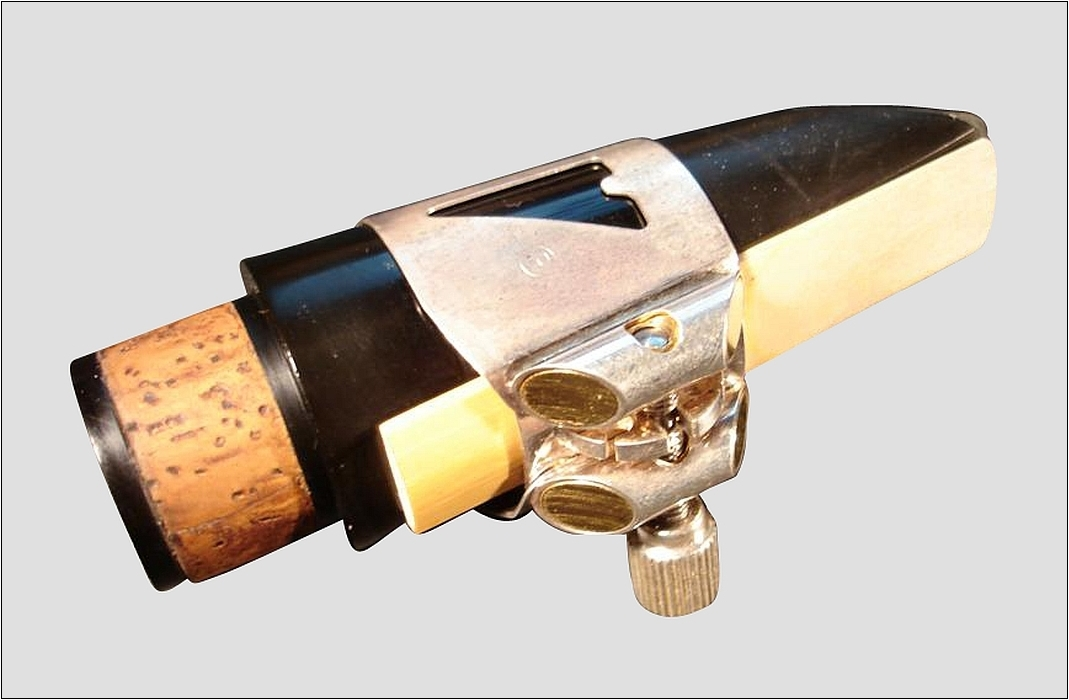
Мундштук с тростью и лигатурой

- Мундштук с тростью, закрепляемой при помощи лигатуры. Параметры мундштука вместе с тростью оказывают значительное влияние на тембр звучания, особенности звукоизвлечения и на условия работы амбушюра музыканта.
- Бочонок — находится между мундштуком и верхним коленом инструмента.
- Верхнее колено с нижним коленом — основная часть инструмента с игровыми отверстиями и клапанной механикой.
- Раструб.

## Акустика
Среди деревянных духовых инструментов кларнет занимает особое место по своим акустическим свойствам. Его звуковой канал представляет собой цилиндр («закрытый» с одной стороны), что наделяет его рядом отличий от других подобных инструментов:
- нижние ноты, доступные кларнету, звучат на октаву ниже, чем у инструментов с такой же длиной канала — флейты и гобоя;
- в формировании звука, особенно в нижнем регистре, участвуют почти исключительно нечётные гармонические созвуки, что придаёт тембру кларнета специфическую окраску;
- при первом передувании (увеличении силы дыхания) происходит скачок звука сразу на дуодециму, а не на октаву, как у других деревянных духовых.

Именно невозможность на первых порах заполнить хроматическим звукорядом интервал дуодецимы замедлила вхождение кларнета в оркестр и привела к формированию у него более сложной, чем на других деревянных духовых, системы клапанов, а также многообразия самих систем и различий между ними. Добавление новых клапанов, тяг, винтов и других элементов механизма помогло расширению диапазона кларнета, но затруднило игру в некоторых тональностях. Для облегчения игры сконструированы кларнеты различных тональностей, но наиболее употребимыми являются кларнет in A и кларнет in B.

## Регистры
Самый низкий звук, доступный кларнету — по написанию e (ми малой октавы), звучащий в зависимости от строя на тон или полтора тона ниже написанного. Некоторые современные инструменты изготовляются с дополнительным клапаном, позволяющим извлечь es (ми-бемоль малой октавы). Другими способами, кроме как с помощью этого клапана, этот звук (встречающийся в партитурах Малера и Респиги, а также в некоторых сольных сочинениях современных композиторов) на кларнете извлечь невозможно.
Верхняя граница диапазона кларнета, как и у других духовых инструментов, не может быть определена точно. В большинстве школ игры на инструменте самым высоким звуком считается по написанию c4 (до четвёртой октавы), однако современные виртуозные исполнители способны извлекать и более высокие звуки, а в оркестровых партитурах, наоборот, партия кларнета редко переходит за пределы середины третьей октавы.
Диапазон кларнета условно делят на три регистра: низкий (так называемый «регистр шалюмо»), средний («регистр кларино») и высокий. Регистры кларнета более, чем у других деревянных духовых, отличаются друг от друга по своему характеру.
Нижний регистр («шалюмо»), приблизительно соответствующий диапазону одноимённого инструмента, начинается от самого низкого звука кларнета и заканчивается на звуке g1 (соль первой октавы). Формирование тембра в этом регистре происходит с участием почти исключительно нечётных гармонических созвуков, что придаёт его звукам мрачный характер, а в forte звенящий, металлический оттенок.
Средний регистр («кларино») охватывает звуки от h1 (си первой октавы) до c³ (до третьей октавы). Эти звуки берутся с такой же аппликатурой, как и в нижнем регистре, но с использованием клапана дуодецимы. Регистр звучит светло и прозрачно и допускает градации силы звучания от едва слышного pianissimo до мощного fortissimo, слегка напоминающего звук трубы (откуда и название регистра). В этом регистре написано большинство оркестровых соло кларнета.
Между регистрами шалюмо и кларино находится несколько звуков, не имеющих особой тембровой окраски и звучащих тускло. Иногда их выделяют в отдельный регистр, в англоязычной литературе называемый «горловым» (throat register).
Высокий регистр включает в себя звуки выше до третьей октавы. Он звучит резковато и несколько крикливо, большинство звуков (особенно самых высоких) возможно исполнить только forte. В этом регистре используются разнообразные варианты аппликатур, а для достижения верной интонации требуется также сильное напряжение губ и большой расход воздуха.
В оркестровой и камерной литературе используются в основном нижний и средний регистр кларнета, где наиболее полно раскрываются выразительные возможности инструмента. Сольные сочинения, ставящие целью проявить не только выразительность, но и технику владения инструментом, уже на ранних этапах включали в себя звуки всех регистров (например, Людвиг Шпор ещё в 1808 году предписал исполнение в Первом концерте звука до четвёртой октавы).

## Технические возможности
Кларнет — виртуозный и технически подвижный инструмент. В технике легато он превосходит все деревянные духовые инструменты. На нём без передувания возможно исполнение пассажей в диапазоне дуодецимы, а также диатонические и хроматические гаммы, скачки́ на большие интервалы. Кларнет пригоден и для экспрессивных мелодий широкого дыхания благодаря малому расходу воздуха. Инструмент способен дать огромную градацию звука от пианиссимо до фортиссимо. Тембр кларнета богат обертонами, придающими его звучанию блеск.
Стаккатная техника ограничена — из-за достаточно плотной трости многократное одинарное стаккато утомительно. В крайних регистрах оно получается ещё медленнее чем в среднем. Двойной удар языком трудноисполним, а тройной вообще невозможен.
Развитие исполнительской и композиторской техники в XX веке вызвало к жизни новые приёмы игры на инструменте, среди которых — глиссандо (заимствованное из джаза), фруллато, четвертитоновые интервалы, позднее ― исполнение нескольких звуков на одном инструменте одновременно (мультифоники), освоение сверхвысоких звуков (в четвёртой октаве), а также различные звуковые эффекты («слэп», игра на отделённом от инструмента мундштуке и др.).

## Разновидности

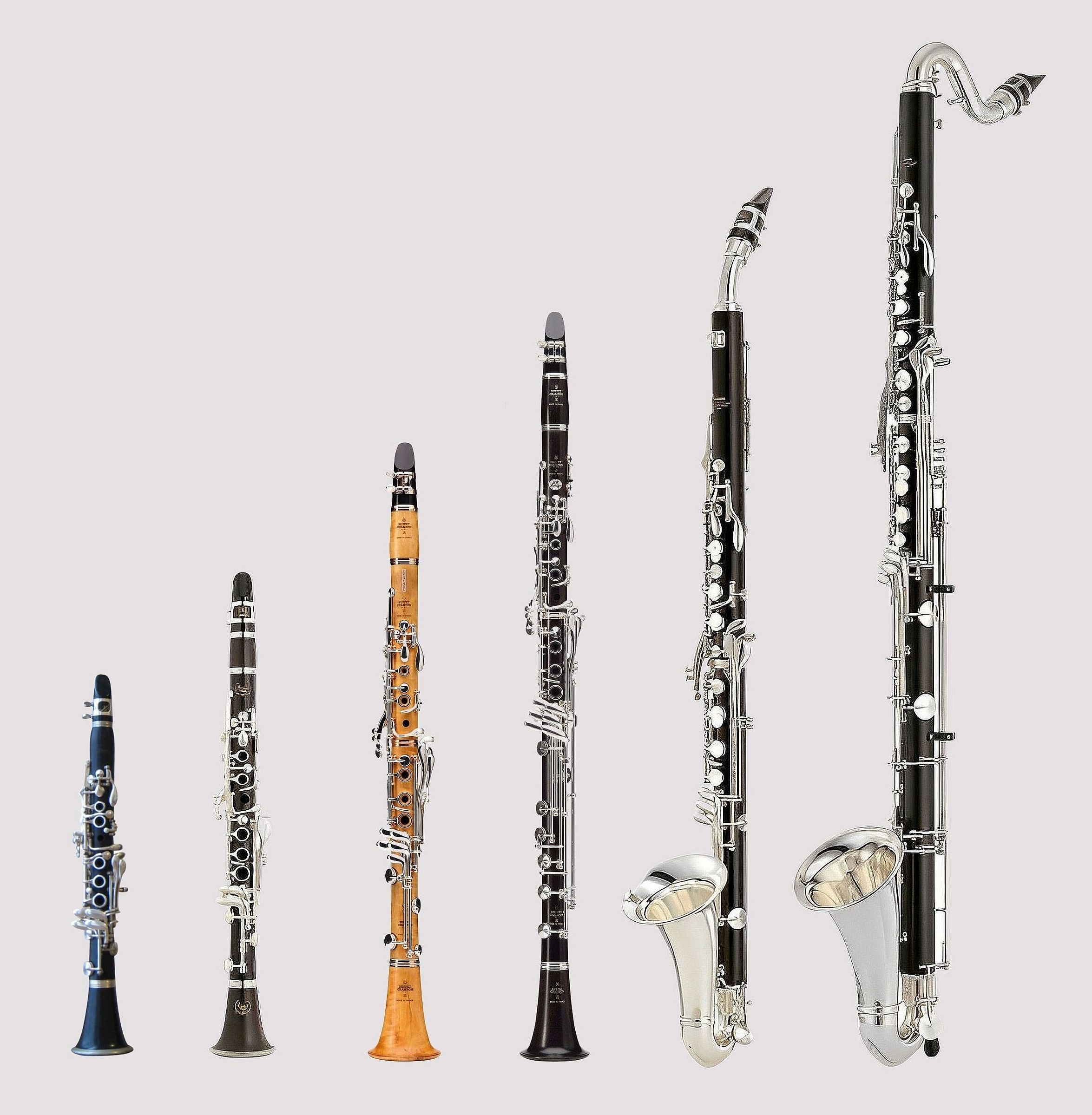
Кларнет Сопранино in As, Малый in Es, Большой in B, Бассет-кларнет in A, Альтовый, Басовый

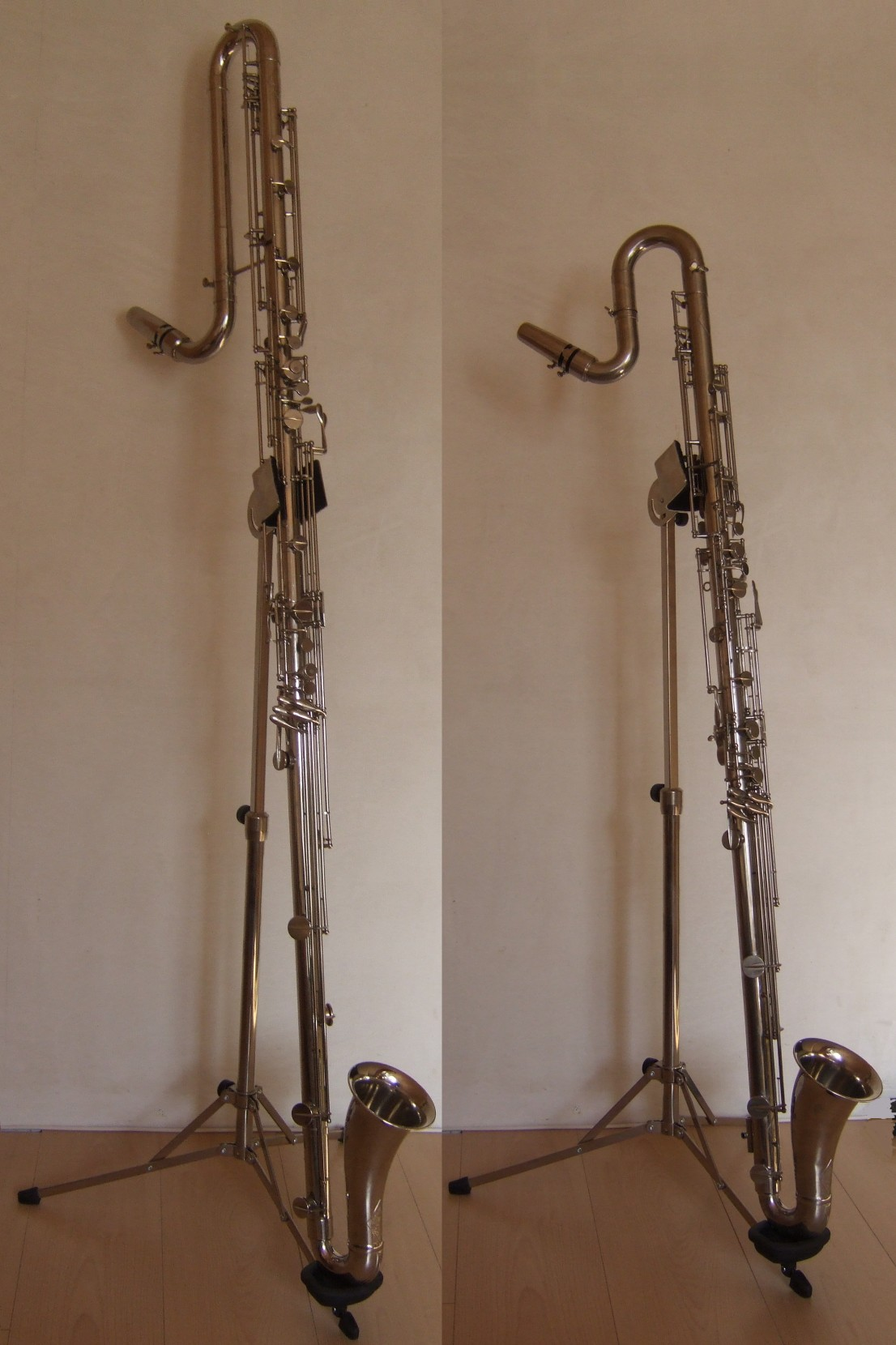
Контрабасовый и Контр-альтовый кларнет

В разные годы было создано около двадцати разновидностей кларнета, некоторые из которых быстро вышли из употребления (кларнет in H, кларнет д'амур), а другие используются и в наше время.

### Малый кларнет
Малый кларнет (кларнет-пикколо). Существует в двух строях: in Es и in D. Кларнет in Es был изобретён в начале XIX века, применялся французскими композиторами (одним из первых этот инструмент ввёл в оркестр Берлиоз в финале Фантастической симфонии), в XX веке получил более широкое применение в оркестре (сочинения Малера, Равеля, Стравинского, Шостаковича, Мессиана). Звучит на малую терцию выше написанных нот и на чистую кварту выше кларнета in B. Отличается резковатым, несколько крикливым тембром (особенно в верхнем регистре), как сольный инструмент используется крайне редко.
Кларнет in D почти не отличается от малого кларнета in Es, звучит на полтона ниже его, применяется достаточно редко, в основном для исполнения концертов Иоганна Мольтера, а также в оркестре (симфоническая поэма «Весёлые проделки Тиля Уленшпигеля» Р. Штрауса, балеты Стравинского), подобно кларнету in A для диезных тональностей.

### Большой кларнет
В настоящее время основными разновидностями семейства кларнетов являются кларнеты in B и A (также иногда называемые большими или сопрановыми кларнетами). Кларнет in B (в строе си-бемоль) звучит на один тон ниже написанных нот и наиболее удобен для исполнения музыки в тональностях с бемолями при ключе. Кларнет in A (в строе ля) звучит на полтора тона ниже написанных нот и наиболее удобен для исполнения музыки в тональностях с диезами при ключе.
С увеличением количества ключевых знаков (в сторону диезов для кларнета in B, в сторону бемолей для кларнета in A) появляются некоторые трудности при исполнении определённых пассажей и трелей. В пособиях по оркестровке, написанных в XIX веке, приводились примеры особо трудных для исполнения построений, и композиторы, как правило, избегали их в оркестровых партиях своих сочинений. Если требовалась модуляция на долгое время из диезной тональности в бемольную или наоборот, предписывалось поменять инструмент на подходящий по строю, для чего исполнителю предоставлялась пауза (Брамс ― Симфония № 3, первая часть; Лист ― симфонические поэмы «Тассо», «Прелюды» и др.). Другим возможным решением было введение в оркестр инструментов в обоих строях (так поступил Римский-Корсаков во вступлении к опере «Золотой петушок», где один из пассажей исполняет сначала кларнет in A, а в следующем такте тот же пассаж, транспонированный на полтона ниже, играется на втором кларнете in B. Исполнение обоих пассажей на одном инструменте было бы затруднительно).
В концертной литературе, где от солиста требовалась бо́льшая виртуозность и лучшее владение инструментом, композиторы свободнее распоряжались мелодической линией, однако и там модуляции в далёкие тональности, неудобные для исполнения, встречаются редко.
Кларнет in C — использовался наравне с кларнетами in A и in В в XVIII—XIX веке, в основном, в оркестре (Бетховен — Симфония № 1, увертюры «Творения Прометея», «Победа Веллингтона» и др., Берлиоз — Фантастическая симфония, Лист — симфония «Фауст», Сметана ― цикл симфонических поэм «Моя Родина», Брамс ― Симфония № 4, Чайковский ― Симфония № 2, Р. Штраус — «Кавалер розы» и др.), впоследствии, из-за достаточно невыразительного тембра уступил своё место кларнету in B, на котором сейчас и принято исполнять его партии. В отличие от остальных инструментов семейства, не транспонирует, то есть звучит точно в соответствии с написанными нотами. В настоящее время используется лишь как учебный инструмент.

### Басовый кларнет
Бас-кларнет — сконструирован Адольфом Саксом в 1830-х годах на основе более ранних моделей других мастеров 1770-х годов и впервые использован в оркестре в опере Мейербера «Гугеноты» (1836), в дальнейшем применялся другими французскими композиторами, позднее — также немецкими (от Вагнера) и русскими (от Чайковского). Звучит на октаву ниже сопранового кларнета, применяется почти исключительно in B. На практике используется обычно только низкий регистр бас-кларнета. В оркестре выполняет функцию усиления басовых голосов, реже исполняет сольные эпизоды, как правило, трагического, мрачного, зловещего характера. В XX веке некоторые композиторы стали писать сольную литературу для бас-кларнета.

### Редкие виды
Сопранино-кларнет — инструмент в строях As, G, F, и транспонирующий соответственно на малую сексту, чистую квинту и чистую кварту вверх относительно написанных нот. Сфера применения кларнета-сопранино ограничена: кларнеты in G используются почти исключительно в духовых и танцевальных оркестрах Австрии и южной Германии; инструменты in F были полноправными членами военных оркестров на протяжении XVIII — начала XIX веков (их партии можно встретить в ряде партитур для духового оркестра Бетховена и Мендельсона), но затем исчезли из музыкальной практики; кларнет in As, существующий с начала XIX века, также изначально был инструментом военных оркестров Венгрии и Италии, а в XX веке, после усовершенствования конструкции, стал изредка попадать в партитуры композиторов-авангардистов и участвовать в ансамблях, состоящих исключительно из кларнетов.
Альтовый кларнет — инструмент, отчасти напоминающий бассетгорн, но отличающийся от него более широкой трубкой, строем (почти все альтовые кларнеты построены in Es) и отсутствием низких нот — диапазон альтового кларнета ограничивается снизу нотой Fis (фа-диез большой октавы). Изобретён в начале XIX века в Германии, позднее усовершенствован Адольфом Саксом. Несмотря на то, что обладает полным, мощным и ровным звуком, практически не используется в музыке, за исключением некоторых американских духовых оркестров.
Бассет-кларнет применяется в тех же строях (in A и in B), что и большой кларнет, но с расширенным вниз на малую терцию диапазоном. По сути своей представляя разновидность бассетгорна, используется достаточно редко, как правило, для исполнения партий в операх Моцарта «Волшебная флейта» и «Милосердие Тита» (в последней есть знаменитая ария Секста с солирующим бассет-кларнетом) и его же Квинтета для кларнета и струнных, в оригинале которого требуется исполнение низких звуков, недостижимых на обычном кларнете. Такие инструменты сохранились в единичных экземплярах с XIX века, в 1951 году на их основе была сконструирована современная модель.
Бассетгорн в XVIII и начале XIX века достаточно часто вводился в оркестр с целью расширения диапазона обычного кларнета вниз, а иногда использовался и как солирующий инструмент. Существовал в строях A, Es, G и F (последняя разновидность применялась чаще всего). Нередко в своих произведениях его использовал Моцарт (Реквием, «Масонская траурная музыка»), для бассетгорна изначально предназначался его Концерт для кларнета с оркестром. С начала XIX века популярность бассетгорна резко пошла на убыль, и в сочинениях композиторов-романтиков он используется лишь в единичных случаях. (Мендельсон — два Концертштюка для кларнета, бассетгорна и фортепиано, Массне — опера «Сид», Р. Штраус — «Кавалер розы» и др.) В настоящее время употребляется как ансамблевый инструмент, изредка — в качестве солиста. Характерной чертой бассетгорнов является узкий диаметр сечения трубки, по сравнению с альтовым кларнетом того же строя, что даёт специфический «жалобный» тембр. С бассетгорном обычно используется мундштук кларнета in B. В то же время фирмы Henri Selmer Paris, LeBlanc (Conn-Selmer) и некоторые другие изготавливают бассетгорны с диаметром трубки почти равной диаметру и с мундштуком альтового кларнета. Существует мнение, что эти инструменты правильнее называть «альтовыми кларнетами с расширенным диапазоном». Их тембр существенно отличается от тембра бассетгорна с «классическим» узким диаметром трубки.
Контральтовый кларнет звучит на октаву ниже альтового кларнета и имеющий, подобно ему же, строй Es. Применяется в ансамблях, состоящих исключительно из кларнетов.
Контрабасовый кларнет — самая низкая по звучанию разновидность кларнета, имеющая общую длину почти 3 метра. Отдельные упоминания об этом инструменте относятся ещё к 1808 году, но в основном он используется современными авторами для получения специфических низких звуков, а также в ансамблях, состоящих только из кларнетов. Нужно отметить также факт применения этого инструмента в операх «Фервааль» Венсана д’Энди, «Елена» Камиля Сен-Санса, Пяти пьесах для оркестра Арнольда Шёнберга и некоторых других произведениях.

## История

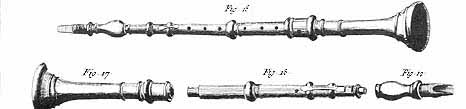
Двухклапанный кларнет Деннера

Кларнет был изобретён в конце XVII — начале XVIII столетия (некоторые справочники указывают в качестве года изобретения кларнета 1690, другие исследователи оспаривают эту дату и указывают, что первые упоминания о кларнете датированы 1710 годом) нюрнбергским музыкальным мастером Иоганном Кристофом Деннером (1655—1707), работавшим в то время над улучшением конструкции старинного французского духового инструмента — шалюмо (фр. chalumeau). Основным нововведением, позволяющим чётко провести различие между шалюмо и кларнетом, явился клапан на обратной стороне инструмента, управляемый с помощью большого пальца левой руки и помогающий переходу во вторую октаву. В этом регистре звучание первых образцов нового инструмента (первоначально называвшегося просто «усовершенствованная шалюмо») напоминали тембр употреблявшейся в то время натуральной трубы, называвшейся «кларино» (clarino), название которой, в свою очередь, произошло от лат. clarus — «ясный» (звук). Эта труба дала своё название сначала регистру, а затем и всему инструменту ― clarinetto (итальянское название кларнета) буквально означает «маленькая clarino». В течение некоторого времени шалюмо и кларнет употреблялись на равных, однако уже во второй четверти XVIII века шалюмо практически исчезает из музыкальной практики.
Дело Деннера продолжил его сын Якоб (1681—1735), три инструмента его работы хранятся в музеях Нюрнберга, Берлина и Брюсселя. Все эти кларнеты имели по два клапана. Инструменты такой конструкции были весьма распространёнными вплоть до XIX века, однако австрийский мастер Паур около 1760 года добавил к уже существовавшим двум клапанам третий, бельгийский мастер Роттенбург — четвёртый, англичанин Джон Хэйл в 1785 году — пятый, наконец, знаменитый французский кларнетист и композитор Жан-Ксавье Лефевр около 1790 года создал классическую модель кларнета с шестью клапанами.
К концу XVIII века кларнет становится полноправным инструментом классической музыки. Появляются виртуозные исполнители, улучшающие не только технику исполнения на кларнете, но и его конструкцию. Среди них следует отметить Ивана Мюллера, который изменил конструкцию мундштука, чем значительно повлиял на тембр, упростил передувание и расширил диапазон инструмента, по сути, создав его новую модель. С этого времени начинается «золотой век» кларнета.

### Системы клапанов

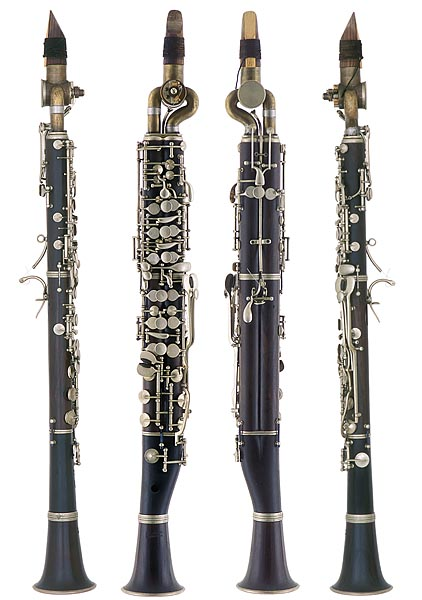
Четвертитоновый кларнет Фрица Шюллера (1933 год)

Совершенствование кларнета продолжилось и в XIX веке: профессор Парижской консерватории Гиацинт Клозе и музыкальный мастер Луи-Огюст Бюффе (брат основателя фирмы «Buffet-Crampon» Дени Бюффе) успешно приспособили к кларнету систему кольцевых клапанов, изобретённую флейтистом мюнхенской Придворной капеллы Теобальдом Бёмом и первоначально применявшуюся только на флейте. Эта модель получила название «кларнет Бёма» или «французский кларнет». Среди других выдающихся мастеров, принявших участие в дальнейшем улучшении конструкции кларнета, можно назвать Адольфа Сакса (изобретателя саксофона и широкомензурных медных духовых инструментов) и Эжена Альбера. В Германии и Австрии получили распространение так называемые «немецкие» и «австрийские» кларнеты, ведущие своё происхождение от инструмента с системой клапанов, сконструированной Иоганном Георгом Оттенштайнером (1815—1879) совместно с кларнетистом Карлом Берманом, который выпустил «Школу игры на кларнете» для этой системы. В 1900-х гг. берлинский мастер Оскар Элер (нем. Oehler; 1858—1936) внёс в неё небольшие усовершенствования. Традиционно такую систему называют именно «системой Элера». Механизм немецкого кларнета отличается от французского и менее приспособлен для беглой виртуозной игры из-за бо́льших расстояний между клапанами. Мундштуки и трости этих кларнетов также делаются по технологии, отличающейся от французской. В течение достаточно долгого периода кларнеты немецкой системы были широко распространены по всему миру, однако приблизительно с 1950-х годов начался переход музыкантов на кларнеты французской системы, и сейчас на немецких кларнетах играют в основном только австрийские, немецкие и голландские, а также, сохраняя дань традиции — некоторые российские кларнетисты. Помимо систем Бёма и Элера, существует ещё несколько вариантов расположения клапанов на инструменте, в частности, в начале XX века фирма Henri Selmer Paris выпускала «кларнеты Альбера» (напоминавшие по строению инструменты середины XIX века), а в 1960-70-х годах — «кларнеты Марки». Диапазон последних мог быть расширен вверх на октаву. Тем не менее, широкого распространения эти инструменты не получили. Среди экспериментальных образцов разных конструкторов нужно отметить четвертитоновый кларнет Фрица Шюллера, предназначавшийся для исполнения современной музыки.
| Фото | Название                                                                                 | Фото | Название | Фото | Название                                                                                              |
| ---- | ---------------------------------------------------------------------------------------- | ---- | --- | ---- | --- |
|      | Кларнет с пятью клавишами, мундштук в положении «over-blowing», около 1800 года          |      | Кларнет Ивана-Мюллера с 13 клавишами, тональными отверстиями в виде витков и кожаными накладками, разработан в 1812 году                                                |      | кларнет Альберт, около 1850 года, технически находится между кларнетами Мюллера и Элера               |
|      | Кларнет Бермана, около 1860 года, технически находится между кларнетами Мюллера и Элера  |      | Немецкий стандартный кларнет без крышки и без чашечного механизма |      | Французский кларнет (оригинальный кларнет Бёмас 17 клавишами и 6 кольцами, разработанный в 1843 году) |
|      | Полный кларнет Бёма с 21 клавишей и 7 кольцами, разработанный в 1870 году Buffet Crampon |      | Кларнет Элера с крышкой на центральном тональном отверстии нижнего сустейна, разработанный в 1905 году, с позже добавленным механизмом чашки для улучшения низких E и F |      | Реформированный кларнет Бёма с 19 клавишами и 7 кольцами, разработанный в 1949 году Fritz Wurlitzer   |

## В музыке различных стилей

### Классическая музыка

#### XVIII век
Самое раннее известное сочинение с участием кларнета указано Альбертом Райсом: два сборника арий неизвестного автора, написанных для двух одинаковых инструментов (среди возможных составов указываются и два кларнета) были опубликованы в Амстердаме между 1712 и 1715. В 1716 году Антонио Вивальди в партитуре оратории «Торжествующая Юдифь» предписал применение двух инструментов, обозначенных как clareni. Предполагается, что композитор имел в виду именно кларнеты, таким образом, эта оратория может считаться первым известным случаем применения кларнета в качестве оркестрового инструмента. В сочинениях Вивальди кларнеты появляются ещё три раза: в концертах RV556 («Святой Лоренцо»), RV559 и RV560 (все они написаны в тональности до мажор) предусмотрены два инструмента, однако в последних двух сочинениях у них нет самостоятельной партии (они лишь дублируют партии гобоев), а во второй редакции «Святого Лоренцо» кларнеты были исключены композитором из партитуры.
В первой половине XVIII века кларнет, будучи технически очень несовершенным инструментом с небольшим диапазоном и неровным звучанием, появлялся в оркестре лишь эпизодически. Среди таких сочинений — месса Жана-Казимира Фабра (1720), оперы Георга Фридриха Генделя «Тамерлан» (1724) и «Ричард Первый» (1727), ряд произведений Райнхарда Кайзера.
Сольные выступления кларнетистов известны с начала второй половины XVIII века, хотя отдельные концерты происходили и раньше: в 1742 году газета Faulkner’s Dublin Journal впервые упоминает выступления в Дублине венгерского музыканта по имени Чарльз (Кароль), игравшего, помимо кларнета, на валторне (это был его основной инструмент) и гобое д’амур. В течение ближайших лет он с успехом концертировал также в других регионах Британии (последнее упоминание о его выступлении датировано 1755 годом). В это же время немецкий композитор Иоганн Мельхиор Мольтер (1695—1755) пишет для кларнета шесть концертов, считающиеся первыми в истории сольными произведениями для этого инструмента.
В конце 1740-х годов кларнеты появляются в оркестре Александра Ла Пуплиньера во Франции. Среди кларнетистов этого оркестра выделялся своим мастерством Гаспар Прокш, для которого, предположительно, написан Концерт Иоганна Стамица, в 1754―55 годах дирижировавшего этим оркестром. Концерт Стамица стал первым в истории, написанным для «большого» кларнета in B и использовавшим весь применяемый на тот момент диапазон инструмента: более трёх октав (концерты Мольтера предназначены для кларнета in D, по нынешним меркам считающегося малым, и затрагивают только верхний регистр).
В 1758 кларнеты были введены в Маннгеймский оркестр ― один из лучших в Европе того времени. Композиторы Маннгеймской школы, работавшие с этим оркестром, стали включать партии кларнетов в свои сочинения, но преимущественно для замены или дублирования партий флейт и гобоев, лишь изредка поручая им самостоятельные партии.
Несмотря на всё ещё осторожное отношение к кларнету как к оркестровому инструменту (в большинстве оркестров кларнетисты вовсе отсутствовали вплоть до 1780―1790-х годов), композиторы писали для него многочисленную концертную литературу. Известно не менее сотни композиторов XVIII века ― авторов концертов для кларнета. Среди них ― Иоганн Стамиц и его сын Карл, Франц Ксавер Покорны, Ян Крштител Ваньхаль, Эрнст Айхнер, Леопольд Кожелух, Михаэль Гайдн, Франц Антон Хофмайстер, Игнац Плейель и многие другие. Часто в качестве композиторов выступали сами кларнетисты-виртуозы: Иоганн Генрих Бакофен, Франц Тауш, Йозеф Бер, Джон Мэгон, Жан Лефевр, Мишель Йост. Йост, считающийся основоположником французской школы игры на кларнете, является автором четырнадцати концертов. В 1770 году была написана первая в истории соната для кларнета, её автором стал итальянский композитор Грегорио Широли.

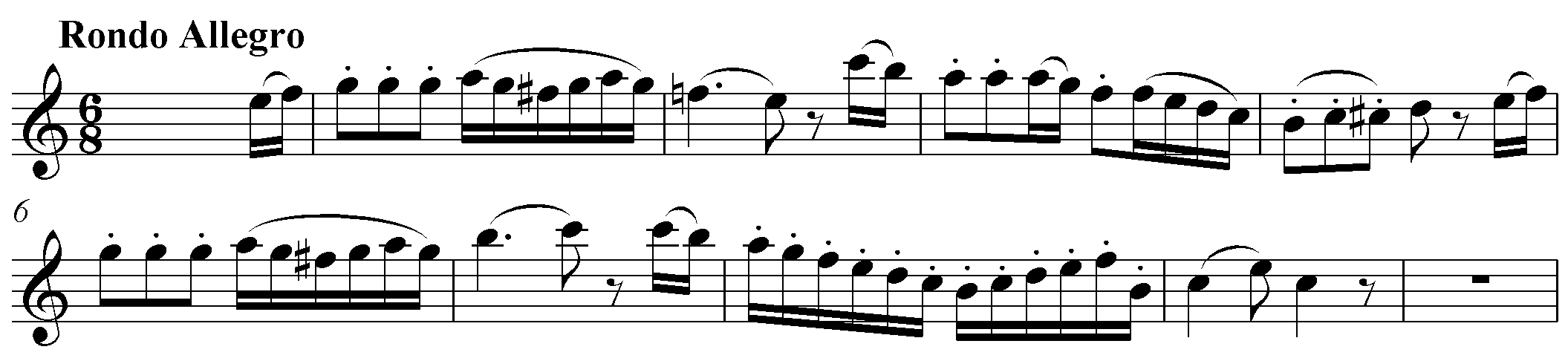
В. А. Моцарт, тема третьей части Концерта для кларнета с оркестром ля мажор

Значительную роль в становлении кларнета как полноценного инструмента и расширении его репертуара сыграл Вольфганг Амадей Моцарт. Он познакомился с кларнетом, предположительно, в 1764 году, работая с партитурой одной из симфоний К. Ф. Абеля, а сам впервые использовал кларнеты в 1771 году в Дивертисменте KV113, и затем ещё в двух в 1773 году. В этих сочинениях партии кларнетов относительно несложны: Моцарт мог рассчитывать только на наличие инструментов с простым пятиклапанным механизмом. Лишь с начала 1780-х он начал более активно применять этот инструмент: все оперы, начиная с «Идоменея», предполагают использование кларнетов. В то же время Моцарт лишь однажды использует кларнеты в церковной музыке (в Kyrie KV341; в Реквиеме задействованы не кларнеты, а два бассетгорна), достаточно редко ― в симфониях (изначально только в № 31 и № 39, впоследствии кларнеты также были добавлены композитором в № 35 и № 40) и фортепианных концертах (№ 22, 23 и 24). Кларнет появляется и в камерной музыке Моцарта: в серенадах для духовых KV361, KV375, KV388, Квинтете для духовых с фортепиано KV452, Трио с альтом и фортепиано Es-dur KV498 (1787), Квинтете для кларнета и струнных A-dur KV581 (1789). Два последних произведения создавались в расчёте на исполнение выдающегося кларнетиста, друга композитора, Антона Штадлера, и предполагали использование кларнета с расширенным вниз диапазоном. Несколько сочинений, в которых предполагалось широкое применение кларнета и бассетгорна, композитор не окончил.
Для Штадлера же Моцарт написал Концерт для кларнета с оркестром ― последнее своё оркестровое сочинение, оконченное за несколько месяцев до смерти. Этот концерт, считающийся одним из лучших в репертуаре кларнета за всю его историю, был впервые исполнен Штадлером 16 сентября 1791 года в Праге.
В 1760-х — 1780-х годах кларнет вошёл в состав придворных духовых ансамблей, так называемых Harmoniemusik, состоявших, как правило, из двух гобоев, двух кларнетов, двух фаготов и двух валторн (иногда с добавлением других инструментов). Такие ансамбли были очень популярны в то время и располагали широким репертуаром. Пути развития этих ансамблей привели в дальнейшем к формированию духовых оркестров и камерных духовых квинтетов (канонический состав — флейта, гобой, кларнет, фагот, валторна), где впоследствии кларнет занял значительное место.

#### XIX век
Наступление эпохи романтизма в музыке ознаменовалось не только изменением музыкального стиля, но и улучшением возможностей музыкальных инструментов, в том числе и кларнета. Композиторы обратили своё внимание на усовершенствованный инструмент и создали ряд сочинений, до сих пор входящих в репертуар кларнетистов. Тембр кларнета сразу же привлёк внимание композиторов и стал своеобразным музыкальным символом романтизма. Соло кларнета звучат в операх Вебера и Вагнера, в симфониях Берлиоза и Чайковского, в симфонических поэмах Листа.

Неотъемлемую часть кларнетного репертуара составляют произведения Карла Марии фон Вебера. Он впервые использовал этот инструмент в качестве солирующего в марте 1811 года, когда, приехав в Мюнхен, познакомился с кларнетистом баварского придворного оркестра Генрихом Йозефом Берманом. Концертино Es-dur, написанное за несколько дней и исполненное Берманом 5 апреля, имело большой успех и в том же году Вебер написал два больших концерта для кларнета (f-moll, op. 73, и Es-dur, op. 74), а через некоторое время ― Вариации с фортепиано B-dur, op. 33 и Квинтет со струнными в той же тональности, op. 34. Все они также были посвящены Берману. Ещё одно сочинение Вебера ― Большой концертный дуэт Es-dur, op. 48, ― написано для другого выдающегося кларнетиста того времени ― Иоганна Симона Хермштедта.
Веберу также приписывались найденные в 1943 году Интродукция и тема с вариациями для кларнета и струнного квартета B-dur, однако в 1976 Ульрих Рау доказал, что это сочинение принадлежит перу Йозефа Кюффнера (1776―1856) и является одной из частей его Квинтета, op. 32. Сомнительно авторство Вебера и в Дивертисменте для кларнета с оркестром, а также ещё одном Концертино. Кроме того, композитор собирался написать третий концерт, но эти планы не осуществились.
Людвиг Шпор написал для кларнета четыре концерта и несколько других сочинений. Они технически сложны и предполагают не только виртуозную технику исполнителя, но и использование новейших на тот момент моделей кларнета. Первым их исполнителем стал Иоганн Симон Хермштедт. Джоаккино Россини в самом начале творческой карьеры, в возрасте 18 лет, написал два цикла вариаций для кларнета с оркестром, из которых более известны Интродукция и тема с вариациями B-dur.
Среди менее известных и реже исполняемых сочинений этого времени ― концерты Саверио Меркаданте и Кароля Курпиньского, камерные и концертные произведения Карла Готлиба Райсигера.
Как и раньше, некоторые кларнетисты сами сочиняли для своего инструмента. Ярким примером является шведский музыкант Бернхард Хенрик Круселль, автор трёх концертов для кларнета с оркестром и ряда других произведений. В жанре фантазий на оперные темы работали итальянские кларнетисты: Бенедетто Карулли (1797―1877), его ученики Эрнесто Каваллини и Луиджи Басси, а также Фердинандо Себастьяни, Доменико Ливерани, Гаэтано Лабанки и другие.
В камерной музыке кларнет использовали Бетховен (Трио с виолончелью и фортепиано; Квинтет для духовых и фортепиано; Септет для струнных и духовых; дуэты для кларнета и фагота), Шуберт (Октет для струнных и духовых; трио «Пастух на скале» для голоса, кларнета и фортепиано), Глинка («Патетическое трио» для кларнета, фагота и фортепиано), Мендельсон (Соната для кларнета и фортепиано; два Концертштюка для кларнета, бассетгорна и фортепиано), Шуман (Фантастические пьесы для кларнета и фортепиано; «Сказочные повествования» для кларнета, альта и фортепиано). Антон Рубинштейн и Николай Римский-Корсаков написали квинтеты для одинакового состава: флейта, кларнет, фагот, валторна и фортепиано.
Важную часть кларнетного репертуара эпохи позднего романтизма составляют произведения Иоганнеса Брамса. Композитор обратился к кларнету в поздний период творчества, причём до того он не сочинял ничего в течение года, решив завершить композиторскую карьеру. Познакомившись в 1891 с кларнетистом майнингенского придворного оркестра Рихардом Мюльфельдом, Брамс написал для него Трио a-moll с виолончелью и фортепиано и Квинтет h-moll со струнным квартетом, а три года спустя ― две сонаты с фортепиано (f-moll и Es-dur). Другие значимые сочинения конца XIX ― начала XX веков: написанное под влиянием Брамса Трио d-moll Александра фон Цемлинского, Интродукция и рондо Шарля Видора, три сонаты Макса Регера.
Концертный репертуар для кларнета второй половины XIX века небогат. Можно отметить Концертштюк для кларнета с духовым оркестром Н. А. Римского-Корсакова (1878), Романс Р. Штрауса (1879), Канцону С. И. Танеева (1883), Канцонетту Г. Пьерне (1888), два концерта Й. Ф. Гуммеля.

Чайковский — Рассказ Франчески

С начала XIX века кларнет является постоянным участником симфонического оркестра. Его соло, как светлого и жизнерадостного, так и драматического характера, встречаются в произведениях Бетховена (Четвёртая и Восьмая симфонии), Вебера (увертюры к операм «Вольный стрелок» и «Оберон»), Шуберта (Неоконченная симфония), Берлиоза (Фантастическая симфония), Глинки (опера «Иван Сусанин», фантазия «Камаринская»), Мендельсона (Шотландская симфония), Даргомыжского (опера «Русалка»), Вагнера (опера «Гибель богов»), Верди (оперы «Луиза Миллер», «Травиата», «Сила судьбы»), Брамса (Третья симфония), Дворжака (Девятая симфония), Римского-Корсакова (сюита «Шехеразада», оперы «Снегурочка» и «Золотой петушок»), Пуччини (опера «Тоска»), Сибелиуса (Первая симфония), Глазунова (балет «Времена года»), Рахманинова (Второй фортепианный концерт, Вторая симфония), Респиги («Пинии Рима»). Обширные сольные эпизоды поручает кларнету П. И. Чайковский: в Первой, Четвёртой, Пятой и Шестой симфониях, симфонической фантазии «Франческа да Римини» (начало среднего раздела ― «рассказ Франчески»), опере «Евгений Онегин», балете «Спящая красавица».

#### XX век
В XX веке кларнет остался одним из самых востребованных инструментов в музыке. Способность выражать самые разнообразные настроения и чувства и техническая подвижность по-прежнему привлекали к этому инструменту внимание композиторов самых разных стилей и направлений.
Высочайшие технические требования предъявляют к оркестровым кларнетистам сочинения Р. Штрауса, Равеля, Стравинского. Ответственные сольные эпизоды присутствуют в произведениях Бартока (балет «Чудесный мандарин»), Прокофьева (Пятая и Шестая симфонии), Шостаковича (Восьмая, Девятая и Десятая симфонии).
Многие сочинения создавались композиторами, вдохновлёнными исполнением выдающихся кларнетистов-виртуозов. Клод Дебюсси написал свою Первую рапсодию для Проспера Мимара, а Камиль Сен-Санс в последний год своей жизни (1921) сочинил Сонату для кларнета и фортепиано, посвятив её профессору Парижской консерватории Огюсту Перье. Одним из наиболее выдающихся кларнетистов XX века был Бенни Гудмен, джазовый музыкант, с успехом исполнявший также классические произведения. В сотрудничестве с ним и в расчёте на его исполнение были написаны концерты Копленда, Хиндемита, Мийо, «Прелюдия, фуга и риффы» Бернстайна, трио «Контрасты» Бартока.
По-прежнему важное место кларнет занимает в камерной музыке. В поисках новых звучаний композиторы стали широко использовать его в самых разнообразных сочетаниях: со струнными и фортепиано («История солдата» Стравинского, трио Кшенека, Хачатуряна, Бартока, квартеты Хиндемита и Мессиана, Увертюра на еврейские темы Прокофьева), с другими духовыми (трио Кеклена, Ибера, Вилла-Лобоса, квинтеты Шёнберга и Нильсена, Октет Стравинского и др.), в смешанных составах (Квартет Веберна для скрипки, кларнета, тенорового саксофона и фортепиано, Квинтет Прокофьева для гобоя, кларнета, скрипки, альта и контрабаса, «Ода» Денисова для кларнета, фортепиано и ударных).
Разнообразна концертная литература XX века для кларнета. К жанру концерта для кларнета обращались Карл Нильсен, Аарон Копленд, Дариюс Мийо, Джеральд Финци, Борис Чайковский, Мечислав Вайнберг, Сергей Василенко, Уолтер Пистон, Джон Корильяно, Кшиштоф Пендерецкий и многие другие авторы.
Для кларнета и фортепиано в XX веке писали Альбан Берг, Богуслав Мартину, Дариюс Мийо, Артюр Онеггер, Пауль Хиндемит, Франсис Пуленк, Леонард Бернстайн, Алан Хованесс. Сольный репертуар кларнета значительно пополнился благодаря традиции Парижской консерватории заказывать конкурсные произведения известным французским композиторам, среди которых в разные годы были Клод Дебюсси, Андре Мессаже, Анри Рабо, Габриэль Гровле, Раймон Галлуа-Монбрён, Эжен Бозза, Жанин Рюфф. Многие из этих произведений в дальнейшем получили самостоятельную жизнь и часто исполняются в концертах.
Множество произведений было написано композиторами XX века для кларнета без сопровождения. Хотя первый известный опыт в этом жанре принадлежит ещё Антону Штадлеру (Три каприса, написанные в 1808 году), лишь в XX веке такие произведения получили полноправное место в репертуаре кларнета. Знаковое сочинение этого жанра ― Три пьесы И. Ф. Стравинского (1919). Позднее были написаны Каприччио Г. Зутермайстера, «Плач» А. Хованесса, «Бездна птиц» О. Мессиана (третья часть «Квартета на конец времени»), сонаты З. Карга-Элерта, Дж. Кейджа, Ж. Тайфер, В. Артёмова, Э. Денисова, Т. Олаха. Во второй половине столетия такие сочинения часто предполагают использование новейших приёмов игры («Domaines» П. Булеза, «Свет» Ф. Донатони, «Секвенция IXa» Берио).
В начале 1970-х годов возрос интерес кларнетистов к аутентичному исполнению на инструментах XVIII—XIX веков. Стараниями английского кларнетиста Алана Хакера в 1972 был создан ансамбль старинной музыки «The Music Party», в который были введены исторические кларнеты. Среди музыкантов, играющих и записывающихся с историческими инструментами, помимо Хакера известны Энтони Пэй и Ханс Дайнцер.

### Джаз

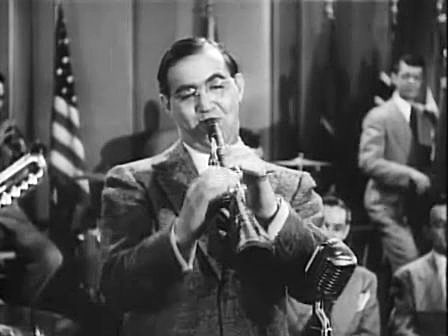
Бенни Гудмен со своим оркестром

Кларнет — один из основных инструментов джаза, которого несомненно привлекла романтичность его тембра. Особенно широко он использовался на ранних этапах становления этого стиля, в новоорлеанский период. В дальнейшем, с появлением свинга и бибопа, кларнет уступил своё место саксофону (за исключением ансамблей-диксилендов, играющих джаз в традиционной манере). Среди выдающихся джазовых кларнетистов ― Сидней Беше (1890—1959), Джонни Доддс (1892—1940), Джимми Нун (1895—1944), Пи Уи Расселл (1906―1969), Барни Бигард (1906—1980), Арти Шоу (1910—2004), Вуди Херман (1913—1987), Эдди Дэниелс (р. 1941). Одним из самых известных музыкантов этого жанра является Бенни Гудмен (1909―1986), который помимо джаза с успехом исполнял и классические сочинения, в том числе посвящённые ему композиторами-современниками.
В современном джазе всё чаще используется бас-кларнет. Одним из первых популяризаторов этого инструмента был саксофонист Эрик Долфи (1928—1964), среди современных музыкантов следует назвать Джона Сермана (р. 1944), чьим основным инструментом тоже является саксофон.
Не обошли кларнет своим вниманием и композиторы классической музыки, использовавшие элементы джаза в своих сочинениях: знаменитая «Голубая рапсодия» («Rhapsody in Blue») Джорджа Гершвина начинается с соло кларнета, написанного в традициях джаза того времени. Соло кларнета звучит также в мюзикле Гершвина «Пусть гремит оркестр» («Strike Up The Band»), одним из первых исполнителей этой партии был Бенни Гудмен. Джазовые приёмы использованы в «Эбони-концерте» Стравинского, концертах Копленда и Хиндемита, цикле «Прелюдия, фуга и риффы» Бернстайна и других сочинениях.

### Народная музыка
Кларнет используется в региональной и народной музыке — в испанской Кантабрии (обычно используют малый кларнет, называемый «pito», сопровождаемый малым барабаном — «tambor»), французской Бретани и других. В Бразилии этот инструмент сопровождает (вместе с другими инструментами) народные танцевальные представления и участвует в городских ансамблях популярной музыки — «шоро», в Швеции может заменять на свадьбах скрипку. Кларнет — один из главных инструментов еврейского клезмера, где используются самые разнообразные типы техники, основанные на разных положениях губ, четвертитоновых интервалах, восходящих и нисходящих глиссандо и др. Среди известных кларнетистов этого жанра — Нафтуле Брандвейн, Гиора Фейдман, Давид Кракауэр, Герман Гольденштейн.
В народной музыке Болгарии, Румынии и Греции кларнет также находит широкое применение. Он часто звучит на свадьбах, деревенских праздниках, а также на «современных» концертах с участием народных инструментов. Как правило, балканские кларнетисты используют открытые мундштуки и лёгкие трости, таким образом получая специфическое звучание: крупное вибрато, многочисленные «украшения» и др. Одним из известных балканских фольклорных кларнетистов является болгарин Иво Папазов.
В XX веке кларнет стал одним из главных инструментов в турецкой музыке, нередко используясь вместо зурны. Турецкие кларнеты длиннее обычных (они звучат в строе G, транспонируя на кварту вниз) и часто изготовляются из металла, что придаёт их звучанию особый колорит. Популяризации кларнета в Турции способствовал Шюкрю Тунар (1907―1962), а среди современных музыкантов наиболее известен Мустафа Кандирали.
Огромную роль кларнет играет в народной и популярной музыке Армении и Азербайджана. Почти все армянские музыканты отдают предпочтение кларнету немецкой системы. На нём играется большинство сольных партий.

## В симфоническом оркестре
В современном симфоническом оркестре используется два (реже три или четыре) кларнета, при этом музыкант, играющий на последнем по номеру кларнете, может также (в соответствии с партитурой) исполнять партию малого кларнета или бас-кларнета. В оркестровой партитуре партии кларнетов пишутся под партиями гобоев, над партиями фаготов.

## Кларнет в России

### Ранний период
Появление кларнета в России относится к середине XVIII века. Первыми кларнетистами были немецкие и чешские музыканты, приглашённые на службу в императорскую капеллу: Кристоф Ланкаммер, Карл Компаньон, Йозеф Гримм (1750—1831), Георг Бруннер (1750—1826), Карл Манштейн. С 1764 года кларнетистом в придворном оркестре был первый русский кларнетист Фёдор Ладунка. В 1779, 1780 и 1781 в России гастролировал выдающийся немецкий кларнетист-виртуоз Иоганн Йозеф Бер, а с 1784 занимал пост камер-музыканта при российском дворе.
На рубеже XVIII—XIX веков с гастролями в Россию приезжали крупнейшие европейские кларнетисты — австриец Антон Штадлер (1794), швед Бернхард Хенрик Круселль (1801), позднее — португалец Жозе Авелину Канонжия (1819), немец Генрих Йозеф Берман (1822, 1823, 1832), бельгиец Арнольд Йозеф Блез (1842 и 1847). Среди русских кларнетистов этого периода следует отметить солиста Императорского театрального оркестра в Москве П. И. Титова (1796—1860), активно концертировавшего до середины XIX века, и петербуржца Михаила Тушинского (1817—1852).

### Вторая половина XIX века — 1917 год
Во второй половине XIX столетия развитие музыкального искусства в России настоятельно требовало такой постановки обучения музыке, которая соответствовала бы запросам времени и позволяла готовить образованных композиторов, певцов и оркестровых исполнителей. Эти задачи были призваны решать Санкт-Петербургская (1862) и Московская (1866) консерватории, а также музыкальные училища Императорского русского музыкального общества.
Первыми профессорами Петербургской консерватории по классу кларнета были итальянец Эрнесто Каваллини (1807—1874; профессор с 1862 по 1868 год) и Карл Христианович Нидман (1823—1901), по происхождению немец, артист оркестров Российских Императорских театров, преподаватель оркестровых классов придворной Певческой капеллы. С 1897 года в Консерватории работал выдающийся кларнетист Василий Фёдорович (Вильгельм Фридрих) Бреккер.
В Московской консерватории первым преподавателем игры на кларнете с 1867 по 1872 год был Вольдемар Гут (1815—1872), солист оркестра Большого театра. После его кончины на должность профессора был приглашён один из виднейших исполнителей и педагогов того времени, Карл Францевич Циммерман (1818—1891), также игравший в оркестре Большого театра. Ученик К. Бермана, Циммерман был очень образованным человеком и блестящим музыкантом. Под его руководством консерваторию закончили пять кларнетистов: А. А. Орлов-Соколовский, Н. Н. Лакиер, И. В. Преображенский, И. Л. Дышман и С. В. Розанов.
Йозеф Фридрих (1853—1916), воспитанник Пражской консерватории и солист европейских оперных театров, преподавал в Московской консерватории с 1891 по 1916. Будучи невероятно загруженным работой (он играл в оркестре Большого театра и многих симфонических коллективах), Фридрих часто не мог уделять много внимания преподавательской деятельности. Среди его учеников — С. Бейлезон и Ф. О. Николаевский.

### XX век
После Октябрьской социалистической революции перед Московской консерваторией были поставлены задачи по коренному перестраиванию обучения и воспитания исполнителей на духовых инструментах.
В 1916 году пост профессора по классу кларнета в Московской консерватории занял Сергей Розанов. Он сыграл важнейшую роль в развитии современной школы исполнительства на духовых инструментах. Розанов активно участвовал в разработке и обновлении учебных программ для студентов классов кларнета и других духовых инструментов, сам писал этюды и упражнения. В 1935 году вышла в печать его брошюра «Методика обучения игре на духовых инструментах» — первая научно-методическая работа такого плана в СССР. Ему также принадлежит «Школа игры на кларнете» (1940), многократно переиздававшаяся.
Среди учеников Розанова — солисты ведущих оркестров и будущие профессора консерватории, преподававшие позднее. В их числе А. В. Володин и А. Г. Семёнов. Их ученики ― В. А. Соколов, Л. Н. Михайлов, Р. О. Багдасарян, Б. Ф. Прорвич, В. В. Зверев и многие другие ― в свою очередь, представляют следующее поколение кларнетистов Московской консерватории.
Государственный музыкально-педагогический институт имени Гнесиных (ныне Российская академия музыки), созданный в 1944 году на базе техникума, развил отдельную ветвь московской исполнительской школы. Одним из её основоположников стал А. Л. Штарк, ученик Розанова. Среди воспитанников ГМПИ ― РАМ имени Гнесиных ― И. П. Мозговенко, С. П. Бессмертнов, Г. И. Забара, И. Ф. Оленчик, В. Н. Пермяков и другие кларнетисты.
Исполнительская школа, сформировавшаяся в Петербурге-Петрограде-Ленинграде, связана с именами учеников Вильгельма Бреккера — А. В. Березина и В. И. Генслера. Каждый из них воспитал многих выдающихся музыкантов: в классе Березина учились П. Н. Суханов и В. Н. Красавин; в классе Генслера — М. М. Измайлов, В. Н. Козлов, В. П. Безрученко, Н. Н. Кирюхин.
С 1933 года проводились всесоюзные конкурсы музыкантов-исполнителей. Кларнетисты впервые приняли участие во втором конкурсе в 1935 году (первое место поделили А. В. Володин и В. И. Генслер). На международной конкурсной арене советские и российские кларнетисты успешно выступают с 1947 года.